# Atarib (poddystrykt)
Atarib – jedna z 3 jednostek administracyjnych trzeciego rzędu (nahijja) dystryktu Atarib w muhafazie Aleppo w Syrii.
W 2004 roku poddystrykt zamieszkiwało 32 186 osób.